# Liste der naturräumlichen Einheiten in Nordrhein-Westfalen
Diese Liste der naturräumlichen Einheiten in Nordrhein-Westfalen gibt die naturräumlichen Einheiten höherer Ordnung wieder, soweit sie ganz oder teilweise auf dem Gebiet Nordrhein-Westfalens liegen. Sie beruht auf der naturräumlichen Gliederung für Deutschland, wie sie seit den 1950er Jahren vorgenommen und im Handbuch der naturräumlichen Gliederung Deutschlands vorgestellt wurde.

## Systematik
Aufgelistet werden die naturräumlichen Einheiten erster, dritter und vierter Ordnung, d. h. Großregionen, Haupteinheitengruppen und Haupteinheiten. Jene Einheiten zweiter Ordnung (Regionen) berücksichtigen v. a. geologische Faktoren, werden allgemein nur selten aufgeführt und daher, auch aus Gründen der Übersichtlichkeit, hier weggelassen.
Die naturräumlichen Haupteinheiten gliedern sich weiter auf in Unter-, Teil- und Grundeinheiten, deren Auflistung aber den gegebenen Rahmen sprengen würde.
Die in der Liste geführten zwei- und dreistelligen Zahlen beziehen sich auf die im Handbuch eingeführte Systematik. Die übergeordneten, mit „D“ beginnenden zweistelligen entsprechen der neueren Einteilung durch das BfN von 1994, die z. T. mehrere alte Haupteinheitengruppen zusammenfasst.
Mit Sternchen* versehene Einheiten liegen zu ihrem größeren Teil nicht in Nordrhein-Westfalen, sondern in einem oder mehreren der anderen deutschen Bundesländer.
Schema der Gliederung:
Großregion
- Haupteinheitengruppe nach BfN
  - Haupteinheitengruppe nach Meynen
    - Haupteinheit nach Meynen

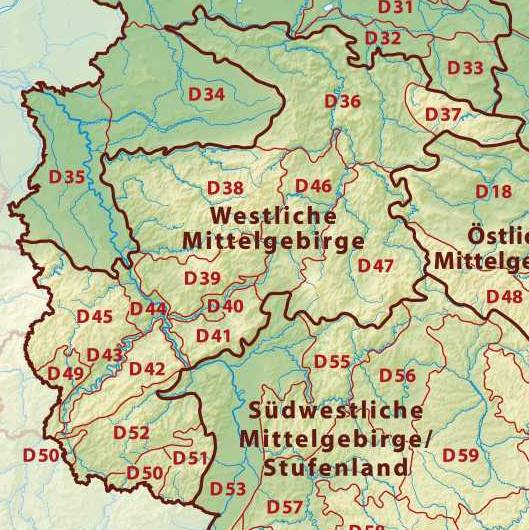
Westliche Mittelgebirge
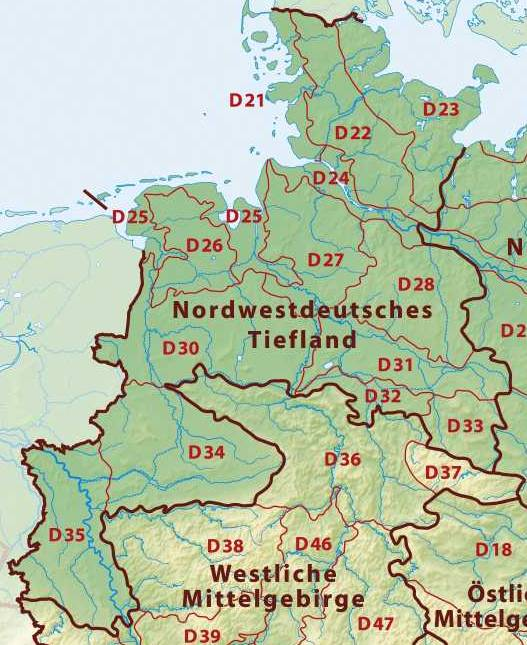
Nordwestdeutsches Tiefland

## Liste
Folgende Haupteinheitengruppen und Haupteinheiten (dreistellig) liegen zum Teil in Nordrhein-Westfalen:
Deutsche Mittelgebirgsschwelle*:
- D 45 Eifel (mit Vennvorland)
  - 27 Osteifel*
    - 272 Ahreifel
    - 274 Münstereifeler Wald
    - 275 Mechernicher Voreifel
    - 276 Kalkeifel

  - 28 Westeifel*
    - 281 Westliche Hocheifel
    - 282 Rureifel
    - 283 Hohes Venn

  - 56 Vennvorland
    - 560 Vennfußfläche
    - 561 Aachener Hügelland
- D44 Mittelrheingebiet (mit Siebengebirge) =
  - 29 Mittelrheingebiet*
    - 292 Unteres Mittelrheingebiet
- D 39 Westerwald =
  - 32 Westerwald*
    - 320 Gladenbacher Bergland*
    - 321 Dilltal*
    - 322 Hoher Westerwald*
    - 323 Oberwesterwald*
    - 324 Niederwesterwald*
- D38 Bergisches Land, Sauerland =
  - 33 Süderbergland (Bergisch-Sauerländisches Gebirge)
    - 330 Mittelsieg-Bergland
    - 331 Siegerland
    - 332 Ostsauerländer Gebirgsrand
    - 333  Rothaargebirge (mit Hochsauerland)
    - 334 Nordsauerländer Oberland
    - 335 Sauerländer Senken (Innersauerländer Senken)
    - 3361 Märkisches Oberland
    - 3362 Südsauerländer Bergland
    - 3371 Niederbergisch-Märkisches Hügelland
    - 3372 Niedersauerland (Untersauerland)
    - 338 Bergische Hochflächen
    - 339 Bergland der Oberen Agger und Wiehl (Oberagger- und Wiehlbergland)
- D46 Westhessisches Bergland* =
  - 34 Westhessisches Bergland*
    - 3401 Waldecker Gefilde*
    - 3402 Waldecker Wald*
    - 341 Ostwaldecker Randsenken*
- D36 Weser- und Weser-Leine-Bergland (Niedersächsisches Bergland)
  - 36 Oberes Weserbergland
    - 360 Warburger Börde
    - 361 Oberwälder Land
    - 362 Paderborner Hochfläche
    - 363 Egge(-gebirge)
    - 364 Lipper Bergland
    - 365 Pyrmonter Bergland*
    - 366 Rinteln-Hamelner Weserland*
    - 367 Holzmindener Wesertal

  - 37 Weser-Leine-Bergland*
    - 378 Calenberger Bergland*

  - 53 Unteres Weserbergland
    - 530 Bielefelder Osning (östlicher Teutoburger Wald)
    - 531 Ravensberger Mulde (Ravensberger Hügelland)
    - 532 Östliches Wiehengebirge
    - 533 Lübbecker Lößland
    - 534 Tecklenburger Osning (westlicher Teutoburger Wald)
    - 535 Osnabrücker Hügelland*

Norddeutsches Tiefland*:
- D34 Münsterländische (westfälische) Tieflandsbucht =
  - 54 Westfälische (Tieflands-)Bucht
    - 540 Ostmünsterland (Emssandebene)
    - 541 Kernmünsterland
    - 542 Hellwegbörden
    - 543 Emscherland
    - 544 Westmünsterland
    - 545 Westenhellweg
- D35 Niederrheinisches Tiefland und Kölner Bucht
  - 55 Niederrheinische Bucht
    - 550 Bergische Heideterrassen (Bergische Sandterrassen, Schlebusch-Wahner Heide[3])
    - 551 Kölner Bucht im engeren Sinne (Köln-Bonner Rheinebene und linksrheinische Mittelterrassenplatten)
    - 552 Ville
    - 553 Zülpicher Börde
    - 554 Jülicher Börde

  - 57 Niederrheinisches Tiefland
    - 570 Selfkant
    - 571 Schwalm-Nette-Platte
    - 572 Niersniederung (Untere Niersebene)
    - 573 Kempen-Aldekerker Platten (Niersplatten)
    - 574 Niederrheinische Höhen
    - 575 Mittlere Niederrheinebene
    - 576 Isselebene
    - 577 Untere Rheinniederung
    - 578 Niederrheinische Sandplatten
    - 579 Eltener Höhen
- D30 Dümmer Geestniederung und Ems-Hunte-Geest*
  - 58 Dümmer-Geestniederung*
    - 581 Plantlünner Sandebene*
    - 582 Rahden-Diepenauer Geest
    - 583 Mittleres Wesertal* (Mittelweser)
    - 584 Diepholzer Moorniederung*

  - 59 Ems-Hunte-Geest*
    - 591 Mittleres Emstal*
- D31 Weser-Aller-Flachland* =
  - 62 Weser-Aller-Flachland
    - 628 Loccumer Geest*